# E ti voglio
E ti voglio è un singolo del cantautore italiano Umberto Tozzi, pubblicato nel 1996.
Il brano, scritto dallo stesso Tozzi, è il secondo dei tre singoli estratti dall'album Il grido.